# Атаев, Ахмед Солтанмурадович
Ахмед Солтанмурадович Атаев (туркм. Ahmet Soltanmyradowiç Ataýew) — туркменский государственный деятель.

## Карьера
04.2022 — 05.2022 — основной сотрудник  также исполняющий обязанности начальника отдела торговли, маркетинга и ценообразовании в объединении «Эт-сюйт онумчилик» при  Министерстве сельского хозяйства и охраны окружающей среды Туркменистана.
05.2022 — 06.2022 — директор акционерного общество открытого типа «Нур» при  Министерстве сельского хозяйства и охраны окружающей среды Туркменистана.
06.2022 — 12.2022 — председатель потребсоюза Каахкинского этрапа при Министерстве торговли и внешнеэкономических связей Туркменистана.
12.2022 — 01.2023 — заместитель генерального директора акционерного общества открытого типа «Копетдаг-Лада».
01.2023 — 06.2023 — главный механик Газобетонного завода при Министерстве промышленности и строительного производства Туркменистана.
06.2023 — 08.2023 — заместитель директора акционерного общества открытого типа «Геоктепе-Лада».
03.2024 — 04.2024 — заместитель директора хозяйственного общества «Рысгаллы Хазына».
07.2024 — в наст время... — генеральный директор акционерного общества закрытого типа «Алтын Бедев». 

## Награды и звания
- не имеется

## Взыскания
- не имеется